# Custóias (Vila Nova de Foz Côa)
Custóias es una freguesia portuguesa del municipio de Vila Nova de Foz Côa, con 8,89 km² de superficie y 278 habitantes (2001). Su densidad de población es de 31,3 hab/km².